# 엽문 3: 최후의 대결
《엽문 3: 최후의 대결》(중국어 간체자: 叶问3, 정체자: 葉問3, 병음: Yè Wèn Sān)은 2010년 공개된 홍콩의 영화이다.

## 출연
- 견자단 - 엽문 역
- 슝다이린 - 장영성 역
- 장진 - 장천지 역
- 담요문
- 마이크 타이슨